# Погоня (фильм, 1994)
«Погоня» (англ. The Chase) — приключенческий боевик 1994 года с участием Чарли Шина и Кристи Суонсон режиссёра Адама Рифкина.

## Сюжет
Двадцативосьмилетний Джексон (Джек) Дэвис Хэммонд (Чарли Шин), приговорённый к двадцати пяти годам лишения свободы за вооружённое ограбление банка, которое он не совершал, бежит из тюрьмы и угоняет машину. Столкнувшись с полицией в магазине на автозаправке, он берёт в заложницы посетительницу магазинчика. Джек обезоруживает растерявшихся полицейских и уезжает с заложницей на её BMW. Очень быстро погоня попадает в кадр телерепортёра на вертолёте и оказывается в прямом эфире. Помимо этого в одной из полицейских машин едет съёмочная группа. К тому же Джек узнаёт, что его заложница — Натали Восс (Кристи Суонсон) — дочь промышленного магната Дэлтона Восса (Рэй Уайз); и отец Натали уверен, что это похищение с целью получения выкупа. Постепенно Натали всё лучше узнаёт Джека и начинает ему сочувствовать. В итоге она влюбляется в него и становится уверена, что он не мог совершить преступления за которые был осуждён. В какой-то момент они начинают целоваться и заниматься любовью, пока Джек пытается управлять машиной.
Джек хочет бежать в Мексику, Натали хочет уехать вместе с ним, однако полицейские блокируют мексиканскую границу. Джек освобождает Натали, а она неохотно покидает его. В финальной сцене противостояния с полицией Джек провоцирует стрельбу и погибает. Тем не менее, всё это оказывается лишь игрой воображения Джека. Он сдаётся. Но Натали берёт в заложники телепродюсера, что ехал вместе с оператором в полицейской машине. Одной пулей Натали подрывает стоящий поблизости полицейский вертолёт. Вместе с Джеком они угоняют вертолёт телекомпании и переправляются в Мехико.
В сцене после титров Чарли Шин в костюме клоуна под шум вертолётов и музыку Вагнера пародирует знаменитую речь про «запах напалма по утрам» подполковника Билла Килгора из фильма «Апокалипсис сегодня».

## В ролях
- Чарли Шин — Джексон Дэвис Хэммонд
- Кристи Суонсон — Натали Восс
- Генри Роллинз — Доббс
- Джош Мостел — офицер Фигус
- Уэйн Грейс — Шериф Боел
- Роки Кэрролл — Байрон Уайлдер
- Рэй Уайз — Дэлтон Восс
- Клаудиа Кристиан — Ивонна Восс
- Энтони Кидис и Фли — Билл и Дэйл
- Маршалл Белл — Ари Джозефсон

## Критика
Фильм получил в основном отрицательные отзывы критиков, получив 37 % рейтинг на сайте Rotten Tomatoes.
Критик Роджер Эберт из «Чикаго Сан Таймс» писал в то время: «„Погоня“ весьма точное название для фильма, действие которого практически целиком проходит в машине на калифорнийском хайвее, где любовь расцветает в ходе полицейского преследования на высоких скоростях. Как только вы поймёте замысел, вы будете знать куда движется фильм и будете более-менее предвидеть всё происходящее, так что это удивительно, как „Погоня“ добивается достаточно хорошего эффекта в таких ограниченных рамках.» Эберт дал фильму две с половиной звезды из четырёх возможных.
Критик Джеймс Берардинелли, который тоже дал фильму две с половиной звезды из четырёх, сказал: «Как образец современного киноискусства „Погоня“ это полный провал. Как способ исследования человеческой натуры, он не способен преодолеть рамки комикса. Как предельно напряжённый триллер, он теряется где-то в половине сюжетной канвы. Однако, как пример лёгкого и ненавязчивого развлечения это попадание в яблочко.»

## Саундтрек
Отдельно саундтрек не выпускался, это список композиций, которые звучали в фильме:
1. One Dove — Breakdown (Radio Mix)
2. Suede — The Next Life
3. Stephen Stuart Short — Macho Man (written by the Village People)
4. Bad Religion — Two Babies in the Dark
5. The Offspring — Forever and A Day
6. Down By Law — Our Own Way
7. Rollins Band — Shine
8. Dan Carlson — House
9. Rancid — Adina
10. The Offspring — Take It Like a Man
11. Rancid — The Bottle
12. NOFX — Please Play This Song on the Radio
13. NOFX — Warm

Через несколько месяцев после премьеры фильма, в штате Калифорния случилась похожая погоня за О. Джей Симпсоном. В преследовании также участвовал вертолёт. Погоню транслировали по ведущими американским телеканалам с аудиторией в 95 млн зрителей.